# Paolo Frisi
Paolo Frisi, al secolo Giuseppe Frisi (Melegnano, 13 aprile 1728 – Milano, 22 novembre 1784), è stato un matematico, astronomo, presbitero e pubblicista italiano, figura preminente della matematica e delle scienze nell'Italia del suo tempo, noto soprattutto per i suoi lavori di idraulica.

## Biografia

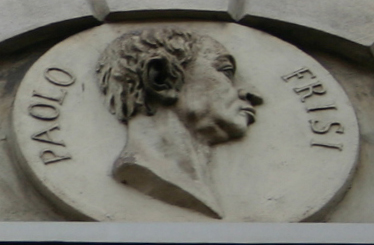
Paolo Frisi

Paolo era il secondogentio di Giovanni Mattia Frisi e di Francesca Magnetti. Venne educato dai Barnabiti di Sant'Alessandro a Milano, dove ebbe come compagno di studi Pietro Verri che ne tesseva in più occasioni le lodi e la tiepida vocazione. Nel 1743 entrò comunque nella Congregazione religiosa, date probabilmente le difficili condizioni economiche in cui versava la famiglia dopo i rovesci economici del padre, che era morto lasciando la vedova e sei figli in difficoltà.
A ventitré anni scrisse "Dissertazione sulla figura della Terra", che gli procurò un'ampia reputazione e indusse Carlo Emanuele III di Savoia ad assegnargli la cattedra di filosofia nel Collegio di Casale Monferrato. La sua amicizia con Radicati, un uomo di opinioni liberali, indusse i suoi superiori nell'ordine dei barnabiti a fargli lasciare la cattedra di Casale e a imporgli di svolgere incarichi di predicatore a Novara.
Nel 1753 venne eletto membro corrispondente dell'Accademia francese delle scienze e poco dopo divenne professore di filosofia nel collegio barnabita Sant'Alessandro a Milano. Un attacco acrimonioso alla sua opera sulla figura della Terra portatogli in questo periodo da un giovane gesuita diede inizio alla sua ostilità nei confronti dei gesuiti; successivamente ebbe modo di avvicinarsi ai gruppi ostili ai gesuiti, che tra gli altri comprendevano Jean d'Alembert, Nicolas de Condorcet e altri enciclopedisti.
La sua dissertazione fu così apprezzata da essere inserita negli atti dell'Accademia di Pietroburgo e da meritarne la segnalazione a Benjamin Franklin da parte della Royal Society. Nel 1756 Francesco I di Lorena, granduca di Toscana, lo nominò alla cattedra di matematica dell'Università di Pisa, posto che tenne per otto anni.
Nel 1757 divenne associato della Accademia Imperiale di San Pietroburgo e membro straniero della Royal Society di Londra; nel 1758 divenne membro dell'Accademia di Berlino, nel 1766 di quella di Stoccolma e nel 1770 delle Accademie di Copenaghen e di Berna. Egli ricevette in vari momenti onorificenze e segni di distinzione da vari sovrani europei; l'imperatrice Maria Teresa d'Austria gli assicurò una pensione annua di 100 zecchini.
Nel 1764 fu nominato professore di matematica nelle Scuole Palatine e ottenne da Papa Pio VI lo scioglimento dalla giurisdizione ecclesiastica e l'autorizzazione a diventare prete secolare. Nel 1766 visitò Francia e Inghilterra e nel 1768 Vienna. Successivamente divenne direttore di una scuola di architettura in Milano. Egli fu uno degli animatori de Il Caffè, la pubblicazione di Milano che promuoveva idee liberali ispirate all'illuminismo e che esercitò una notevole influenza sulla vita culturale, sociale e politica di Milano e di altre parti d'Italia. Frisi inoltre scrisse vari testi su Galileo Galilei, Bonaventura Cavalieri, Isaac Newton e Jean d'Alembert contribuendo in misura rilevante alla diffusione delle loro idee in Italia. Nel 1768, nell'ambito degli scontri giurisdizionali tra il cancelliere asburgico Wenzel Anton von Kaunitz e il pontefice Clemente XIII, Frisi scrisse il Ragionamento sopra la podestà temporale de' principi e l'autorità spirituale della Chiesa, manifesto della produzione anticuriale italiana, rimasto inedito fino alla metà del XX secolo.
Frisi diede numerosi contributi alla matematica, alla fisica e all'astronomia. In fisica lavorò sulla luce e sull'elettricità, su temi avanzati per il suo tempo, ma spiegando questi fenomeni con le vibrazioni dell'etere. Fu per merito suo che in Italia si iniziarono a introdurre i parafulmini per la protezione degli edifici.
I suoi lavori in astronomia ebbero il merito di basarsi sulla teoria della gravitazione di Newton. La sua memoria De moto diurno terrae fu premiata dall'Accademia di Berlino. Egli inoltre affrontò l'impegnativo problema del moto della Luna.
Nel 1781 trattò il problema isoperimetrico, problema nel quale si erano impegnati Jacob e Johann Bernoulli ed Eulero.
Per la sua conoscenza della cinematica e dell'idraulica venne frequentemente consultato su problemi di gestione dei canali e di altri corsi d'acqua in varie parti dell'Europa. A lui si deve il tracciato del Naviglio da Milano a Pavia, aperto alla navigazione nel 1819.

## Riconoscimenti
- Melegnano, sua città natale gli ha intitolato l'Istituto comprensivo "Paolo Frisi".
- La città di Monza gli ha intitolato il Liceo scientifico statale Paolo Frisi, a memoria del periodo di noviziato da lui trascorso in città presso il collegio dei Barnabiti che si trovava adiacente alla Chiesa di Santa Maria al Carrobiolo. Inoltre suo fratello minore Antonio Francesco Frisi (1733-1817) fu storico e canonico del Duomo di Monza.[6]
- A Milano gli fu intitolata, nel 1880, la Regia Scuola Tecnica "Paolo Frisi" (fondata nel 1857 come Reale Scuola Tecnica di Via Bassano Porrone); oggi é divenuto l'Istituto Statale di Istruzione Superiore "Paolo Frisi"
- Numerose città italiane, tra cui Roma, Milano e Pavia, gli hanno dedicato una via.

## Opere
- (LA) De motu diurno terrae, Pisis, ex nova Typographia Io. Paulli Giovannelli & sociorum, 1756.
- Piano de' lavori da farsi per liberare, e assicurare dalle acque le provincie di Bologna, di Ferrara, e di Ravenna, In Lucca, per Vincenzo Giuntini, a spese di Giovanni Riccomini, 1761.
- Del modo di regolare i fiumi, e i torrenti, principalmente del bolognese, e della Romagna, In Lucca, per Vincenzo Giuntini, a spese di Giovanni Riccomini, 1762.
- (LA) De gravitate universali corporum, Mediolani, apud Joseph Galeatium regium typographum, 1768.

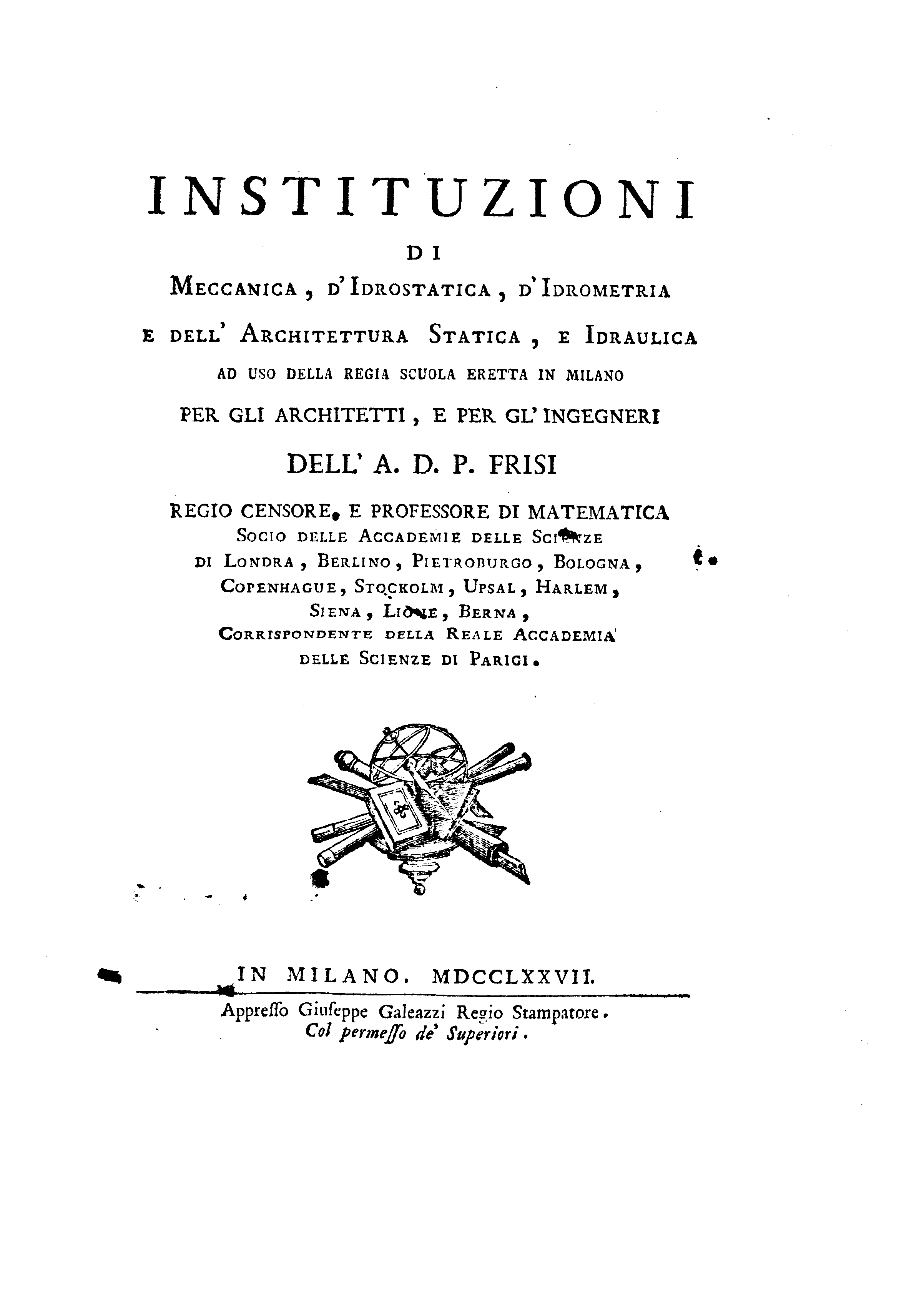
Frontespizio delle Instituzioni

- De' canali navigabili trattato del P. D. Paolo Frisi, In Firenze, nella Stamperia Granducale per Gaetano Cambiagi, 1770.
- Cosmographiae physicae et mathematicae, 1774-1775
  - (LA) Cosmographiae physicae et mathematicae, vol. 1, Mediolani, ex typographia Josephi Marelli, 1774.
  - (LA) Cosmographiae physicae et mathematicae, vol. 2, Mediolani, ex typographia Josephi Marelli, 1775.
- Instituzioni di meccanica, d'idrostatica, d'idrometria e dell'architettura statica e idraulica, In Milano, appresso Giuseppe Galeazzi Regio Stampatore, 1777.
- Elogio del cavaliere Isacco Newton, 1778.
- Algebra e geometrica analitica, 1782
- Meccanica, 1783
- Elogio del signor D'Alembert, In Milano, appresso Giuseppe Galeazzi regio stampatore, 1786.

- Saggio della morale filosofica
- Elogio di Galileo Galilei e di Bonaventura Cavalieri (pubblicato dapprima sul giornale Il Caffè e successivamente, nel 1775, in volume)
- (FR)  Traduzione: Traité des rivières et des torrents (1774)
- (EN)  Traduzione: A treatise on rivers and torrents (1818)